# 波靈 (紐約州村)
波靈（英語：Pawling）是位於美國紐約州達奇斯縣的村。

## 人口
根據2020年美國人口普查的數據，波靈的面積為5.06平方千米，皆為陸地。當地共有人口1995人，而人口密度為每平方千米394人。